# Památník arménsko-českého přátelství
Památník arménsko-českého přátelství je chačkar a památník v Jindřišské ulici v městské části Nové Město v Praze 1.

## Historie a popis památníku
Na české poměry neobvyklý památník byl postaven na malém parku dne 24. dubna 2014 u kostela svatého Jindřicha a svaté Kunhuty. Je to červený chačkar (arménská kamenná stéla s vyrytým křížem a květinovýmimi ornamenty) ve tvaru kvádru. Byl vztyčen jako dar a upomínka registrace Arménské apoštolské církve (tzv. Církev Svatého Řehoře Osvětitele) v Česku. Pomník věnoval katolikos všech Arménů Garegin II. jako výraz arménsko-českého přátelství. Na rubové straně památníku je vytesán text v arménštině.

### Citat u památníku
Na malé desce, která je u památníku umístěna, je citát:
| „ | Tento kamenný kříž daroval Katolikos všech Arménů Garegin II. na památku oficiální registrace arménské apoštolské církve a jako výraz arménsko-českého přátelství. | “ |

## Další informace
Památník se nachází za plotem a v nadmořské výšce 195 m.

## Galerie

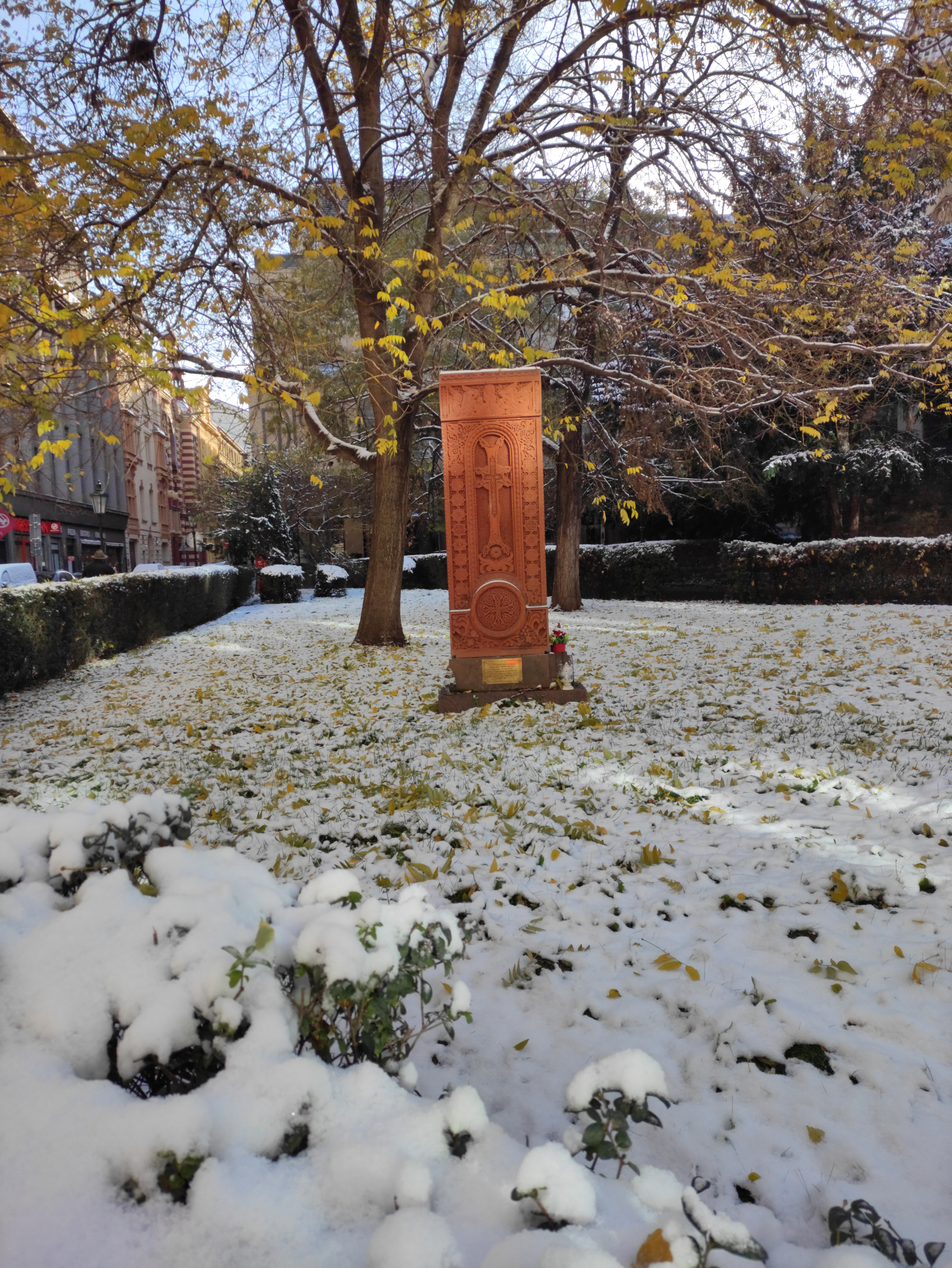
Památník v zimě